# Begonia isoptera
Begonia isoptera là một loài thực vật có hoa trong họ Thu hải đường. Loài này được Dryand. ex Sm. mô tả khoa học đầu tiên năm 1899.